# Rahat
Rahat è una città d'Israele, nel Distretto Meridionale, abitata da una comunità di beduini. Fondata nel 1972, conta 51.700 abitanti.